# 阿吉恩特峰
46°21′57.28″N 9°55′30.9″E / 46.3659111°N 9.925250°E

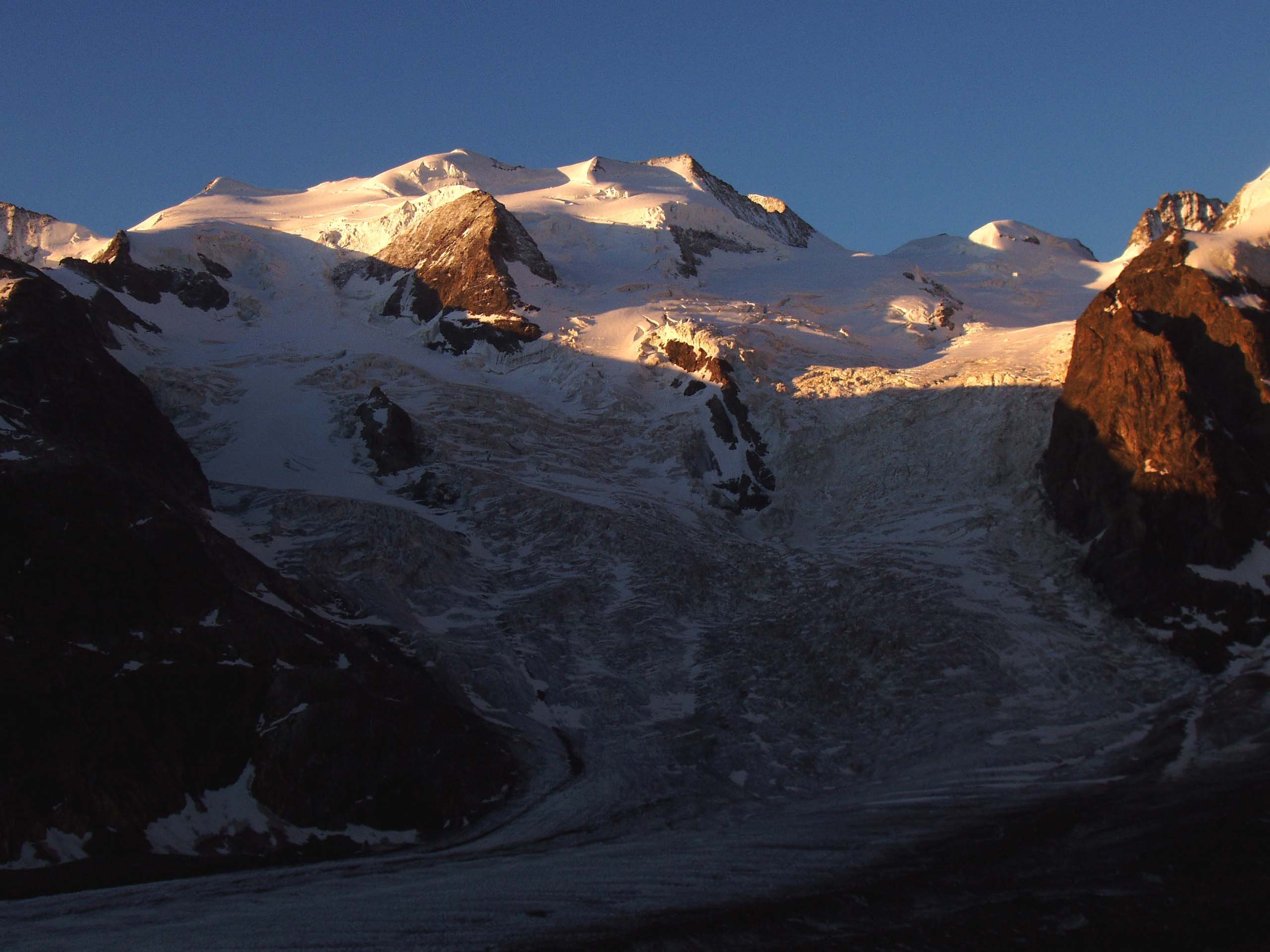

阿吉恩特峰（義大利語：Piz Argient），是中歐的山峰，位於意大利和瑞士接壤的邊境，屬於貝爾尼納山脈的一部分，海拔高度3,945米，每年平均降雨量1,693毫米，人類在1869年首次登頂。